# Agricantus
Agricantus (dal latino: il canto del campo di grano) è un gruppo musicale italiano di genere folk-ambient fondato a Palermo nel 1979 da Tonj Acquaviva (voce, tamburi, sequencer e percussioni), Mario Crispi (fiati), Danila Laguardia (voce), Massimo Laguardia (voce e percussioni), Pippo Pollina (voce e chitarra), Mario Rivera (basso elettrico), Salvo Siciliano (chitarra e tastiere).
Varie formazioni si sono succedute nel tempo; nel 2010 Tonj Acquaviva e Rosie Wiederkehr riprendono il nome Agricantus con il suffisso By Tonj Acquaviva; nel 2012 Mario Rivera, Mario Crispi e Paolo Dossena, riprendono il nome Agricantus con il suffisso Reunion. Dopo la divisione, coesistono due gruppi distinti: Agricantus by Acquaviva e Agricantus Reunion.

## Storia
Gli Agricantus hanno rappresentato, un esempio di commistione di stili musicali, lingue e dialetti, sonorità moderne e strumenti musicali arcaici, attraversando tre decenni di musica con la maturazione artistica raggiunta a partire dalla seconda parte degli anni novanta e a seguito di un periodo particolarmente felice per la world music prodotta in Italia. Ad oggi, la loro storia si può quindi dividere nei seguenti momenti fondamentali.

### Anni '80
Il loro percorso artistico è stato ispirato inizialmente alla riproposizione della musica andina e della cultura popolare sudamericana indicata dalla Nueva Canción Chilena
.

Nei primi anni ottanta il gruppo ha frequentato l'ambiente folk popolare siciliano (Rosa Balistreri, Ignazio Buttitta, Ciccio Busacca, Taberna Mylaensis, Alfio Antico e altri artisti) traendone stimolo e ispirazione per proseguire il proprio percorso ed impegnandosi attivamente alla promozione della musica popolare in Sicilia 
. 
Nel 1984 il gruppo musicale fonda a Palermo l'omonima cooperativa con cui realizza numerosi concerti in tutta Europa ed in prestigiose occasioni come festival internazionali di musica folk e world music. 
Contemporaneamente all'attività artistica il gruppo musicale/cooperativa svolge in Sicilia, dal 1984 al 1990, un'importante attività culturale rivolta alle scuole,
allo stimolo della realtà artistica  
e a campagne di solidarietà, attività spesso contrastate dalla difficile realtà siciliana.

### Anni '90
L'esordio discografico di Agricantus è del 1993 con l'album Gnanzù!, registrato a Klagenfurt una coproduzione tra Tabbali (l'associazione che ha da sempre gestito Agricantus e il suo marchio, come scritto sull'album) con l'austriaca Austromechana. 
Il lavoro dedicato alle musiche del Mezzogiorno italiano, frutto di una ricerca approfondita dei materiali della tradizione orale registrati sul campo e riproposti attraverso l'uso di nuove tecnologie affiancate ai suoni arcaici. Questa nuova fase coincide anche con l'ingresso in organico della cantante svizzera Rosie Wiederkehr che rappresenta, da quel momento e fino al 2008, l'impronta vocale del gruppo
.
Dal 1995, a seguito del contratto discografico con Compagnia Nuove Indye e con la produzione curata da Paolo Dossena, la band avvia una prolifica produzione di dischi tematici (concept album) nei quali miscela spesso l'uso di lingue europee ed extra europee affiancandole alla lingua siciliana, 
utilizzando strumenti musicali elettronici ed etnici provenienti da varie parti del mondo.
Tuareg, del 1996, può essere considerato l'album più rappresentativo, con il quale gli Agricantus hanno ottenuto vari riconoscimenti nazionali. In questa fase la band ha sviluppato anche collaborazioni con il mondo del cinema e ha partecipato a compilation musicali internazionali.
Ciò ha consentito agli Agricantus di affacciarsi nel panorama della world music oltre i confini italiani con la pubblicazione negli USA della raccolta The Best of Agricantus.
Nel 1997 viene pubblicato Hale-Bopp Souvenir, un mini CD che testimonia l'incontro con la cantante tuareg Fadimata Walet Oumar
.
Nel 1998 viene pubblicato Kaleidos, secondo concept album, basato sulla commistione con la musica classica.

### Anni 2000
Nel 2000 gli Agricantus firmano la colonna sonora del film Placido Rizzotto di Pasquale Scimeca di cui viene pubblicato l'omonimo CD.
Nel 2001 viene pubblicato Ethnosphere terzo concept album dedicato al mondo e la spiritualità del Tibet. Il disco, prende spunto da alcuni testi e musiche composte da Tonj Acquaviva e Rosie Wiederkehr nell'ambito del progetto multimediale Welt Labyrinth, promosso a sostegno della battaglia per l'indipendenza del Tibet .
Nel 2002 il brano Amatevi (scritto insieme a Pivio ed Aldo De Scalzi) viene inserito nella compilation Buddha Bar IV.
Nel 2005, contemporaneamente all'interruzione delle produzioni con la casa discografica, e la contemporanea espulsione di Mario Rivera, che negli anni a venire consoliderà varie collaborazioni tra cui Piccola Banda Ikona, avviene la pubblicazione dell'album Habibi, che viene disconosciuto dai membri del gruppo di quegli anni. 
L'attività artistica si protrae quindi con la collaborazione live con DJ Ravin 
, con la realizzazione della colonna sonora Il figlio della Luna di Gianfranco Albano e con la pubblicazione di Luna Khina, edito da Raitrade, ultimo album che sancirà anche la fine della collaborazione tra Acquaviva e Wiederkehr con Crispi, avvenuta alla fine del 2008
.

#### I progetti individuali
Nel 2008 Mario Crispi viene espulso dal gruppo, dando vita alla formazione “Arenaria” e “Insulae”. Sempre nello stesso anno Tonj Acquaviva con Rosie Wiederkehr, pubblicano l'album "Millennium klima" a nome “Acquaviva“. Lavoro spesso associato al proseguimento musicale di Agricantus da parte di fan e critica.

### Anni 2010
Nel 2010 Tonj Acquaviva e Rosie Wiederkehr riprendono il nome Agricantus. Nel 2011 gli Agricantus ricevono il premio per la cultura mediterranea Bodini, che il gruppo dedicherà ad Amnesty International, presente ai loro live per il cinquantenario della fondazione, tenendo una serie di concerti e trasmissioni Tv..
A maggio del 2012 gli Agricantus suonano a Barcellona in sostegno delle radio libere, verrà pubblicato un cd con brani di tutti i partecipanti al festival. Il 7 agosto del 2012 su Rai Uno Tonj Acquaviva annuncia l'uscita del nuovo concept album Kuntarimari, un lavoro tematico ispirato ai racconti del mare con svariate collaborazioni di musicisti internazionali. Ed il 10 agosto in un'intervista su Ecoradio, manda in anteprima il brano omonimo dell'album “Kuntarimari”. 	
A ottobre 2012 gli Agricantus presentano il Cd Kuntarimari a Barcelona nella sede della SGAE (Società spagnola autori editori). A novembre l'album verrà presentato alla casa degli italiani con una proiezione del documentario "Agricantus by Tonj Acquaviva" dedicato al maggiore compositore della band. Il concerto di presentazione verrà fatto al Tradicionarius, il teatro più rappresentativo per la world music a Barcelona, all'interno del festival “Cose di Amilcare”, in collaborazione con lo storico festival Catalano “Barnasants”. Ideatore del festival Sergio Secondiano Sacchi “anima culturale” del Club Tenco, (il festival che nel 1996 assegnò la Targa Tenco al gruppo Agricantus) della rassegna verrà fatto un cd "Cose di Amilcare" con brani di tutti i partecipanti al festival.
A fine 2012 Crispi, Rivera e Dossena si incontrano e decidono di riprendere la produzione di Agricantus attraverso il progetto "reunion", invitando tutti gli artisti che nel passato avevano contribuito al livello creativo a vario titolo, compresi, Acquaviva e Wiederkehr. Questi ultimi, rispondono negativamente all'invito, in quanto in piena attività con Agricantus. Subito dopo, all'insaputa di Acquaviva e Wiederkehr, Paolo Dossena, Mario Rivera e Mario Crispi registrano il marchio Agricantus rivendicando di essere gli unici detentori del diritto a rappresentare la continuità con il progetto originario.
Sempre nello stesso anno, Rivera, Crispi e Dossena creano la formazione "Agricantus Reunion" coinvolgendo la musicista Federica Zammarchi, come voce femminile, e Giovanni Lo Cascio alla batteria. Con questa formazione la band fa alcuni concerti e partecipa al video/singolo Uommene/Omini prodotto da Blob, Amnesty International e Legambiente.
Ad agosto del 2013 Tonj Acquaviva e Rosie Wiederkehr pubblicano l'album Kuntarimari con Discmedi/edizioni Warner Music España ricevendo un'ottima accoglienza di pubblico e critica. Nel 2014 gli Agricantus Reunion pubblicano Turnari, anticipato dall'uscita del singolo Nsunnai e del relativo video, nonché dal Concerto del Primo Maggio 2014 tenuto a Piazza San Giovanni a Roma, dove Federica Zammarchi viene considerata come la nuova voce di "Agricantus Reunion".
A seguito della diatriba innescata dall'uso contemporaneo dello stesso nome tra il nucleo Crispi, Rivera, Dossena da un lato, e Acquaviva e Wiederkehr dall'altro, le due parti, nel confermare i due percorsi differenti,
 testimoniano l'aspro conflitto legale tuttora in corso.

## Discografia

### Agricantus

#### Album di inediti
- 1993 - Gnanzù!
- 1996 - Tuareg
- 1998 - Kaleidos
- 1999 - Faiddi
- 2001 - Ethnosphere
- 2002 - Calura
- 2005 - Habibi
- 2007 - Luna khina

#### EP
- 1995 - Viaggiari
- 1997 - Hale-Bopp souvenir
- 1998 - Amatevi
- 2002 - Jamila (con Francesco Bruno)

#### Raccolte
- 1999 - The best of Agricantus

#### Colonne sonore
- 2000 - Placido Rizzotto
- 2007 - Il figlio della luna

Ospiti di Trancendental/Pivio & Aldo De Scalzi
- 1997 - Il bagno turco (insieme a Pivio e Aldo De Scalzi)
- 1998 - I giardini dell'Eden (partecipano con la bonus track Amatevi)

#### Video
- 1996 - Carizzi r'amuri
- 2005 - Habibi

### Agricantus Reunion

#### Album di inediti
- 2014 - Turnari

#### Singoli
- 2013 – Omini
- 2014 –  'Nsunnai
- 2013 – Uommene (con Pietra Montecorvino, Federica Zammarchi, Roberta Alloisio, Roberta Albanesi)
- 2014 –  'Nsunnai
- 2014 – Backstage Turnari

#### Video
- 2013 – Uommene (con Pietra Montecorvino, Federica Zammarchi, Roberta Alloisio, Roberta Albanesi)
- 2014 –  'Nsunnai
- 2014 – Backstage Turnari

### Agricantus by Acquaviva

#### Album di inediti
- 2008 - Millennium Klima
- 2013 - Kuntarimari

#### Video
- 2009 – Bukuto
- 2013 – Divinità
- 2014 - Haka

## Premi
- 1996 - Targa Tenco: Tuareg - miglior album in dialetto
- 1996 - P.I.M. Premio Italiano della Musica (la Repubblica) – miglior band di frontiera
- 1996 - Premio Augusto Daolio – Tuareg - miglior disco socialmente sensibile
- 2011 - Premio Bodini (cultura per il Mediterraneo)